# Каменномостское сельское поселение (Адыгея)
Каменномостское сельское поселение — муниципальное образование в составе Майкопского муниципального района Республики Адыгеи Российской Федерации.
Административный центр — посёлок Каменномостский.

## История
В 1864 году основана станица Каменномостская Майкопского отдела Кубанской области, в 1873 — 1914 годах населённый пункт имел статус посёлка, затем хутора при станице Даховской. В 1914 году хутор Каменномостский вновь стал станицей. В 1918 году в станице был создан станичный ревком, а затем сельский совет. В 1923 году создана Каменномостская волость Майкопского отдела Кубано-Черноморской области. В 1924 году создан Каменномостский сельский совет. В 1948 года населённый пункт приобрёл статус посёлка городского типа, а сельский совет стал поселковым. На основании Указа Президента РФ от 5 октября 1993 года «О реформе местного самоуправления» Каменномостский поселковый совет народных депутатов прекратил свою деятельность. Функции исполнительной власти сохранились у Каменномостской поселковой администрации.
Постановлением законодательного собрания (хасэ) Республики Адыгея «Об образовании сельских (поселковых) округов» от 30 марта 1994 года № 73-1 в границах бывшего Каменномостского совета народных депутатов был образован Каменномостский поселковый округ с центром в посёлке городского типа Каменномостском. Каменномостская поселковая администрация была переименована в администрацию местного самоуправления Каменномостского поселкового округа.
На основании закона Республики Адыгея от 8 октября 1997 года № 54 «О местном самоуправлении» администрация местного самоуправления Каменномостского поселкового округа преобразована в муниципальное образование Каменномостский поселковый округ.
8 июня 2005 года решением сессии совета народных депутатов Каменномостского поселкового округа № 89 муниципальное образование Каменномостский поселковый округ преобразовано в муниципальное образование Каменномостское городское поселение. 10 марта 2011 года государственным советом — хасэ Республики Адыгея принят Закон № 417 от «Об отнесении посёлка городского типа Каменномостского к категории посёлков — сельских населённых пунктов», позднее был принят закон Республики Адыгея «О внесении изменений в некоторые законы Республики Адыгея», согласно которому муниципальное образование Каменномостское городское поселение наделяется статусом сельского поселения и его наименование изменяется на Каменномостское сельское поселение.

## Население
| 2002  | 2010  | 2011  | 2012  | 2013  | 2014  | 2015  |
| ----- | ----- | ----- | ----- | ----- | ----- | ----- |
| 7576  | ↘7395 | ↗7401 | ↘7369 | ↘7333 | ↗7340 | ↗7357 |
| 2016  | 2017  | 2018  | 2019  | 2020  | 2021  | 2023  |
| ↘7328 | ↘7274 | ↘7259 | ↘7241 | ↗7265 | ↘7240 | ↘7210 |
| 2024  |       |       |       |       |       |       |
| ↗7245 |       |       |       |       |       |       |

## Состав сельского поселения
| № | Населённый пункт | Тип населённого пункта          | Население |
| - | ---------------- | ------------------------------- | --------- |
| 1 | Каменномостский  | посёлок, административный центр | ↗7075     |
| 2 | Победа           | посёлок                         | ↘132      |
| 3 | Весёлый          | хутор                           | ↗38       |

## Национальный состав
По переписи населения 2010 года из 7 395 человек, проживающих в сельском поселении, 7 271 человек указали свою национальность
| Национальность | %       | Численность |
| -------------- | ------- | ----------- |
| Русские        | 94,72 % | 6 887       |
| Украинцы       | 1,83 %  | 133         |
| Армяне         | 0,72 %  | 52          |
| Адыгейцы       | 0,45 %  | 33          |
| Татары         | 0,29 %  | 21          |
| Белорусы       | 0,25 %  | 18          |
| Мордва         | 0,23 %  | 17          |
| Немцы          | 0,23 %  | 17          |

По данным переписи населения 2021 года из 7240 проживающих в сельском поселении, 6369 человека указали свою национальность
:
| Народ           | Численность, чел. | Доля от населения, % |
| --------------- | ----------------- | -------------------- |
| Русские         | 6 140             | 96,55 %              |
| Армяне          | 48                | 0,75 %               |
| Украинцы        | 34                | 0,53 %               |
| Адыги (Черкесы) | 21                | 0,33 %               |